# عزل صوتي

عزل صوتي (بالإنجليزية: sound insulation)‏ هو مجموعة المعايير والإجراءات التي تهدف إلى توفير عزل مناسب لمكان ما بغية التخفيف من الأصوات المزعجة الناتجة من المصادر الصوتية المختلفة أو الحد منها. وقد أدرج عزل الصوت في العديد من خطط البناء، إما للحد من الضوضاء الشديدة في بيئة صناعية أو في المنازل والمكاتب والمباني وخاصة التي ستُستَخدَم لتسجيل الموسيقى والإذاعة ووسائل الإعلام أو لأغراض تجارية أخرى تتطلب عزل الصوت.

## المسافة
تنخفض كثافة الطاقة في الموجات الصوتية عند انتشارها، بحيث تؤدي زيادة المسافة بين مستقبل ومصدر الموجات الصوتية إلى انخفاض كثافة الصوت تدريجيا لدى المستقبل. في الأوضاع ثلاثية الأبعاد المعتادة، التي يوجد فيها نقطة مصدر ونقطة استقبال للموجات الصوتية، ويتم تخفيف شدة الموجات الصوتية وفقا للتربيع العكسي للمسافة من نقطة مصدر الموجات الصوتية.

## إخماد الصوت
إخماد الصوت يعني التقليل من الرنين في الغرفة، عن طريق امتصاص أو إعادة توجيه (انعكاس أو نشر) الموجات الصوتية، حيث يعمل الامتصاص على تقليل المستوى العام للصوت، في حين أن إعادة التوجيه تجعل الصوت غير المرغوب فيه غير مؤذٍ أو حتى أنه يصبح مفيد عن طريق الحد من تماسك الموجات الصوتية. ويمكن أن يعمل إخماد الصوت على تقليل الرنين الصوتي في الهواء، أو الرنين الميكانيكي في هيكل الغرفة نفسها أو الأشياء الموجودة فيها.

## امتصاص الصوت
يعمل امتصاص الصوت على تحويل جزء من الطاقة الصوتية بشكل تلقائي إلى كمية صغيرة جدا من الحرارة في الجسم الذي يكون في مسارها المادة الممتصة، بدلا من أن نقل الصوت أو عكسه. هناك العديد من الطرق التي يمكن من خلالها جعل المادة تمتص الصوت. إذ يتم تحديد المواد التي تمتص الصوت من خلال تردد توزيع صوت الضجيج المُراد امتصاصه وخصائص الامتصاص الصوتي اللازمة.

### ممتصات الصوت المسامية
تكون ممتصات الصوت المسامية عادة على شكل اسفنج مطاطي ذي خلايا مفتوحة أو إسفنج الميلامين، ويعمل على امتصاص صوت الضجيج عن طريق الاحتكاك داخل هيكل الخلايا. تتميز مادة الإسفنج المطاطي ذي الخلايا المفتوحة بفعاليته العالية في امتصاص صوت الضجيج عبر مجموعة واسعة من الترددات المتوسطة والعالية. يمكن أن يكون الامتصاص أقل فعالية عند وجود ترددات منخفضة.
ويتم تحديد حجم الامتصاص بشكل دقيق للإسفنج الممتص للصوت ذي الخلايا المفتوحة من خلال عدة عوامل، وتشمل ما يلي:
- حجم الخلية
- اعوجاج الصوت
- المسامية
- سماكة المواد
- كثافة المواد

### ممتصات الرنين
تعمل لوحات الرنين وجهاز «هلمهولتز»  (Helmholtz)  للرنين وغيرها من ممتصات الرنين عن طريق إخماد الموجات الصوتية؛ لأنها تعمل بطريقة معاكسة لها. وعلى عكس ممتصات الصوت المسامية، فإن ممتصات الرنين أكثر فعالية عند وجود ترددات منخفضة ومتوسطة للصوت، ودائماً يتم مطابقة امتصاص ممتصات الرنين مع نطاق تردد محدود.

## انعكاس الصوت
عندما تصطدم تكون الموجات الصوتية المتوسطة بسطح ما، فإن انعكاسها يعتمد على اختلاف الأسطح التي تصطدم بها.[4] وعليه، فإن الصوت الذي يصطدم بسطح خرساني يؤدي إلى انعكاس مختلف تماماً عما لو اصطدم الصوت بسطح متوسط الليونة مثل الألياف الزجاجية.و في البيئة الخارجية مثل هندسة الطرق السريعة أو السدود أو تركيب الألواح، وغالبا ما يتم استخدام هذه الطريقة لعكس موجات الصوت إلى الأعلى صعوداً إلى السماء.

## طريقة «غرفة داخل غرفة»
تعتبر طريقة «غرفة داخل الغرفة» بأنها إحدى الطرق لعزل الصوت ومنعه من الانتقال إلى المحيط الخارجي حيث قد يكون هذا الصوت غير مرغوب فيه.
معظم طرق نقل الاهتزازالصوتي من غرفة إلى الخارج يحدث من خلال الوسائل الميكانيكية. يمر الاهتزاز بشكل مباشر من خلال الطوب والخشب وغيرها من العناصر الهيكلية الصلبة.و عندما تصطدم مع جسم مثل الجدار، أو السقف، أو الأرضية أو النافذة، التي تعمل كموجات صوتية، يتم تضخيم الاهتزاز وسماعه في المحيط الخارجي. ويعد ناقل الحركة الميكانيكي أسرع وأكثر كفاءة، وبإمكانه تضخيم الصوت بسهولة أكثر من انتقال الموجات الصوتية في الهواء، بحيث يصبح ضغط الصوت أكثر من القوة الأولية.
يعد استخدام الإسفنج الواقي لأصوات الضجيج وغيره من الوسائل التي تمتص الصوت أقل فعالية ضد الاهتزازات التي يتم نقلها. ويُنصح المستخدمون باستخدام طريقة «قطع الاتصال» بين الغرفة التي تحتوي على مصدر صوت الضجيج والمحيط الخارجي. وهذا ما يسمى بعملية «الفصل الصوتي». إذ تعد هذه العملية مثالية لأنها تنطوي على منع نقل الاهتزازات في كل من المواد الصلبة وفي الهواء؛ لذلك يتم التحكم في تدفق الهواء في الغرفة في كثير من الأحيان عند استخدام هذه الطريقة. وتتضمن هذه الطريقة آثار تتعلق بالسلامة، بحيث يجب ضمان وجود تهوية مناسبة داخل المنطقة الفاصلة، ولا يمكن استخدام سخانات الغاز فيها.

## العزل الصوتي للمباني السكنية
يهدف عزل الصوت في المباني السكنية إلى تقليل آثار أصوات الضوضاء الخارجية أو إزالتها. ويكون التركيز الرئيسي لعزل الصوت في المباني السكنية على الهياكل الموجودة في المبنى وهي النوافذ والأبواب. وتعد الأبواب الخشبية الصلبة حاجبة للصوت بشكل أفضل من الأبواب المجوفة.[6] ويمكن أن تستخدم الستائر لإخماد الصوت إما من خلال استخدام المواد الثقيلة أو من خلال استخدام غرف الهواء المعروفة باسم أقراص العسل (الغرف الفراغية).إذ تعمل هذه الغرف المفردة والثنائية والثلاثية على تحقق درجات أكبر نسبيا في كتم الصوت. ويكون الحد الأعلى للعزل الصوتي من خلال الستائر من خلال عدم وجود معدن عند حافة الستارة، على الرغم من أنه قد يخفف من ذلك مع استخدام مميزات الستائر، مثل مثبتات الخطاطيف والحلقات أو مادة لاصقة أو مغناطيس أو مواد أخرى. تؤدي سماكة الزجاج دورا عند فحص تدفق الصوت إلى المحيط الخارجي. تعمل النوافذ ذات الزجاج المزدوج (العازل) على كتم صوتيا بشكل أكبر -نوعا ما- من النوافذ المنفردة (ذات طبقة زجاجية واحدة) عند إغلاقها بشكل جيد في إطار النافذة المثبت على الجدار.[7]
يمكن أيضا تخفيض الصوت المزعج كثيرًا عن طريق تركيب نافذة داخلية أخرى. في هذه الحالة تكون النافذة الخارجية في مكانها بينما يتم تثبيت نافذة منزلق أو معلقة داخل فتحات الحائط نفسه من الداخل.
توفر دائرة الطيران الفيدرالية عازل صوت للمنازل التي تقع في محيط يحتوي على ضجيج، حيث يكون متوسط مستوى الديسيبل 65 ديسيبل. وهذه المبادرة هي جزء من برنامج العزل الصوتي للمباني السكنية. كما يوفر البرنامج أبواب صلبة للمداخل الخشبية بالإضافة إلى نوافذ وأبواب مضادة للعواصف.[8]

## العزل الصوتي للأماكن التجارية
تستخدم المطاعم والمدارس ومكاتب الشركات ومرافق الرعاية الصحية الصوتيات المعمارية للتقليل من صوت الضجيج للزبائن. في الولايات المتحدة الأمريكية، يوجد لدى دائرة السلامة والصحة المهنية متطلبات لتنظيم مدى تعرض العمال لمستويات معينة من أصوات الضجيج.[9]
تستخدم الشركات التجارية أحيانا تكنولوجيا عزل الصوت، خاصة عندما يكون تصميم المكاتب مفتوحًا. فهناك العديد من الأسباب التي تجعل الأعمال التجارية تقوم بعزل الصوت لمكاتبها. إذ تعد الضوضاء واحدة من أكبر العوائق في إنتاجية الموظفين بسبب التشتيت الذي ينتج عن الأشخاص الذين يتحدثون على الهاتف أو مع زملائهم في العمل أو مع مديرهم. يعد عزل أصوات الضوضاء أمرًا مهمًا في تخفيف فقدان التركيز في عملهم. ومن المهم أيضا الحفاظ على المحادثات لكي تكون سرية وآمنة للأشخاص للمستمعين المعنيين بالأمر فقط.
عند محاولة العثور على أماكن لتركيب عزل الصوت، يجب تثبيت الألواح الصوتية في أماكن المكاتب حيث يوجد العديد من الممرات والمسارات ومناطق العمل المفتوحة. وتعتمد تركيبات الألواح الصوتية الناجحة على ثلاث استراتيجيات وتقنيات لامتصاص الموجات الصوتية ومنع انتقال الصوت من مكان إلى آخر وكتم الصوت وإخفائه.[10]

## عزل الصوت في السيارات
يهدف عزل الصوت في السيارات إلى تقليل أو منع دخول تأثير الضوضاء الخارجية، ويكون هذا بشكل أساسي من المحرك والعادم وضجيج صوت الإطارات من خلال نطاق واسع من الترددات. عند إنشاء مركبة تحتوي على عازل للصوت، يتم تركيب مادة كاتمة للصوت من الألواح مما يقلل من اهتزاز ألواح جسم السيارة عندما تتعرض لأحد مصادر الصوت العديدة ذات الطاقة العالية التي تحدث عند استخدام السيارة. [11] وهناك العديد من أصوات الضوضاء المعقدة التي يتم إنشاؤها داخل المركبات وتتغير حسب محيط القيادة والسرعة التي تسير بها السيارة.[12] ويمكن تخفيض أصوات الضوضاء كثيرًا بحيث يصل إلى 8 ديسيبل عن طريق تركيب مزيج من أنواع مختلفة من المواد.[13]
تقلل بيئة السيارات من المواد التي يمكن استخدامها، ولكن هناك مزيج من كواتم وحواجز وممتصات الصوت تعتبر شائعة الاستخدام في هذا المجال. وتشمل هذه المواد الشائعة على«اللبادات والإسفنج والبوليستر والبولي بروبلين». قد يكون منع تسرب المياه إلى هذه المواد العازلة ضروريا وفقاً لنوع المواد التي يتم استخدامها.[14] إذ يمكن استخدام الإسفنج الصوتي في مناطق مختلفة من جسم المركبة أثناء تصنيعها يعمل على الحد من دخول أصوات الضوضاء إلى مقصورة المركبة. يمتاز الإسفنج بمزايا من حيث التكلفة والأداء حيث أن مواد الإسفنج يمكن أن تتمدد وتملأ التجاويف بعد استخدامها، وأيضاً بإمكانها أن تمنع تسرب بعض الغازات ومنعها من الدخول إلى مقصورة المركبة. ويمكن أن يقلل عزل الصوت في المركبات من الصوت المزعج للرياح والمحرك والشارع والإطارات. كما يعمل عزل الصوت في المركبات على تقليل الصوت داخل المركبات من 5 إلى 20 ديسيبل. [15]

## تاريخ
سعى الإنسان منذ بداية الخليقة إلى حماية نفسه من الظواهر الطبيعية، كأصوات الرياح والرعد وأصوات الحيوانات، وذلك بغية توفير الجو الهادئ المناسب للنوم ليلاً في الكهوف. وفي القرن الأول الميلادي أبدى المهندس المعماري الروماني ماركوس بوليو ملاحظات وثيقة الصلة بهذا الموضوع وبعض التخمينات الذكية التي تتعلق بارتداد الصوت وتداخله.

## مواد العزل الصوتي
1. وحدات جدارية عازلة للصوت وهي بلاطات ممتصة للصوت، تتكون من وجهين غالبا وتكون محببة من الكوارتز الملون والملصق بالراتنج، وتتميز بقدرتها على التحمل وسهولة التنظيف ولا يمكن تشويهها بالرسم عليها.
2. ألواح الصوف الزجاجي ويتكون اللوح من وجه من الصوف الزجاجي والوجه الآخر من ورق الألومنيوم المثقب الذي يقوم بامتصاص الصوت، ويمكن تركيبها في حوائط والأرضيات والأسقف، وتستخدم في المباني التجارية والصناعية الجديدة أو التي تحتاج إلى تجديد.
3. ألواح من رغوة البلاستيك مثقبة أو محببة الوجه.
4. ألواح من مواد ورقية مضغوطة ومثقبة الوجه.
5. ألواح مربعة أو مستطيلة من الجبس مع ألياف في الوجه والداخل.
6. ألواح من ألياف المعادن مع مادة الإسمنت البورتلندي الأسود.